# Södermanland
Södermanland (Sörmland) er en historisk provins (landskap) i Svealand i det østlige Sverige. 8 388 km², 1 104 611 indbyggere. Amter (län): Södermanlands län og (del af) Stockholms län. 
De største byer er Stockholm (indgår også i Uppland), Eskilstuna, Södertälje, Nyköping, Katrineholm og Strängnäs.
59°N 17°Ø / 59°N 17°Ø